# Busalepkefélék
A busalepkefélék vagy busalepkék (Hesperiidae) a lepkék (Lepidoptera) rendjében a valódi lepkék (Glossata) alrendjének egyik családja.

## Származásuk, elterjedésük
A legtöbb fajuk a trópusokon, Dél-Amerikában él.

## Megjelenésük, felépítésük
Közepes, illetve kis termetű, zömök testű, barnás vagy szürkés lepkék. Testük vaskos, a szárnyuk keskeny és feltűnően kemény. A trópusi fajok – mind Dél-Amerikában, mind Afrikában – többnyire színpompásak, különös ablakfoltokkal vagy farkszerűen megnyúlt hátulsó szárnnyal. Az európai fajok színvilága sokkal egyszerűbbek, szerényebb.
Nevüket onnan kapták, hogy fejük nagy és széles. Nagy, félgömb alakú szemüket részben szőrfürt takarja. Szívó szájszervük jól fejlett. Tapogatójuk erős, sűrűn pikkelyes; a vége görbe vagy horgas. Csápjuk orsószerűen bunkós.
Elülső lábuk szárának belső felén gyakran levél alakú sarkantyút, a hátsó lábuk szárán majdnem mindig két pár sarkantyút viselnek.
Bábjuk megnyúlt, szabad szívókahüvellyel és fejtövisekkel.

## Életmódjuk, élőhelyük
Az imágók nappal aktívak. Többnyire verőfényben repülnek a réteken és erdei tisztásokon; röptük gyors, szökdelő.
Szárnyaikat nyugalmi helyzetben nem egy síkban tartják, hanem az első párat részben fölemelik.
Hernyóik rendszerint összefont levélben élnek, és ugyancsak összefont levélben, laza szövedékben bábozódnak be.

## Rendszertani felosztásuk
- Coeliadinae alcsalád
- buskaformák alcsaládja (Hesperiinae)
- máskaformák alcsaládja (Heteropterinae)
- Megathyminae alcsalád
- pürkaformák alcsaládja (Pyrginae)
- Pyrrhopyginae alcsalád:
  - Oxynetrini:
    - Cyclopyge
    - Oxynetra

  - Passovini:
    - Aspitha
    - Azonax
    - Granila
    - Myscelus
    - Passova

  - Pyrrhopygini:
    - Amenis
    - Amysoria
    - Apyrrothrix
    - Ardaris
    - Ardaris
    - Creonpyge
    - Croniades
    - Cyanopyge
    - Elbella
    - Gunayan
    - Jemadia
    - Jonaspyge
    - Melanopyge
    - Metardaris
    - Microceris
    - Mimardaris
    - Mimoniades
    - Mysarbia
    - Mysoria
    - Nosphistia
    - Ochropyge
    - Parelbella
    - Protelbella
    - Pseudocroniades
    - Pyrrhopyge
    - Sarbia
    - Yanguna

  - Zonini:
    - Zonia
- Trapezitinae alcsalád:
  -     - Anisynta
    - Anisyntoides
    - Antipodia
    - Croitana
    - Dispar
    - Felicena
    - Hesperilla
    - Hewitsonella
    - Mesodina
    - Motasingha
    - Neohesperilla
    - Oreisplanus
    - Pasma
    - Proeidosa
    - Rachelia
    - Signeta
    - Toxidia
    - Trapezites

## Ismertebb fajok
1. Hesperiinae:
- kockás busalepke (Carterocephalus palaemon)
- tükrös busalepke (Heteropterus morpheus) – Magyarországon védett; természetvédelmi értéke: 10 000 Ft (2001-ben)
- barna busalepke (Thymelicus sylvestris)
- vonalas busalepke (Thymelicus lineola)
- vesszős busalepke (Hesperia comma)
- erdei busalepke (Ochlodes sylvanus)
- csíkos busalepke (Thymelicus acteon)[1] Magyarországon védett; természetvédelmi értéke: 10 000 Ft[2]

2. Pyrginae:
- cigánylepke (Erynnis tages)
- mályva-busalepke (Carcharodus alceae)
- pemetefű-busalepke (Carcharodus floccifera)
- tisztesfű-busalepke (Carcharodus lavatherae) – Magyarországon védett; természetvédelmi értéke: 50 000 Ft (2001-ben)
- törpe busalepke (Spialia orbifer) – Magyarországon védett; természetvédelmi értéke: 10 000 Ft (2001-ben)
- nyugati törpebusalepke (Spialia sertorius) – Magyarországon védett; természetvédelmi értéke: 10 000 Ft (2001-ben)
- kis busalepke (Pyrgus malvae)
- feles busalepke (Pyrgus armoricanus)
- hegyi busalepke (Pyrgus alveus)[3] Magyarországon védett; természetvédelmi értéke: 10 000 Ft[4]